# Bajacalia
Bajacalia là một chi thực vật có hoa trong họ Cúc (Asteraceae).

## Loài
Chi Bajacalia gồm các loài: